# Свербеев, Фёдор Дмитриевич
Фёдор Дми́триевич Свербе́ев (13 февраля (25 февраля) 1876 — 3 мая 1952, Париж, Франция) — российский военно-морской и общественный деятель, участник Белого движения. Действительный статский советник.

## Биография
Учился в Московском университете, окончил Морской кадетский корпус. С 1902 года служил юнкером во флоте. В 1907 году в чине лейтенанта вышел в отставку, перейдя на государственную службу. Состоял в Министерстве внутренних дел. Занимал пост председателя Новосильской уездной земской управы.
В период Гражданской войны в России находился на территории белого Юга, служил в ряде белогвардейских ведомств, в частности, занимал пост заведующего продовольственной частью Отдела торговли, промышленности и снабжения. С 19 марта 1919 года состоял в Совете начальника Управления продовольствия, с июля — занимал должность помощника начальника Управления продовольствия. 13 октября того же года, с занятием добровольцами города Орла, был назначен орловским губернатором. Упоминание о данном назначении сохранилось в пробелогвардейской газете «Орловский вестник», датированной 17 октября 1919 года. На этом посту Свербеев формально пробыл всего неделю — уже 20 октября красным удалось вернуть контроль над Орлом, а в скором времени и над остальной территорией Орловской губернии, ранее занятой белыми. В марте 1920 года был эвакуирован в Константинополь, к маю этого же года перебрался в Югославию.
В Русской армии П. Н. Врангеля Свербеев служил, вплоть до Крымской эвакуации, в органах Всероссийского Земского союза. Эвакуировавшись из Ялты, постепенно обосновался во Франции, где оставался до конца жизни. Принимал активное участие в жизни Русского Зарубежья: с 1921 года являлся членом Русского совета от земских гласных, состоял в Совете Союза русских дворян в 1929 году. В 1933 году в Каннах выступал в качестве одного из учредителей Русского общества взаимного кредита на Ривьере. С 1934 года находился на посту председателя правления Союза русских трудящихся христиан (Канн-ла-Бокка, департамент Приморские Альпы). Был членом Общества друзей русского искусства и литературы, в 1947 году выступал в Обществе с докладом, посвящённым 800-летию Москвы.
Умер 3 мая 1952 года в Париже. Похоронен на кладбище Сент-Женевьев-де-Буа.

## Семья

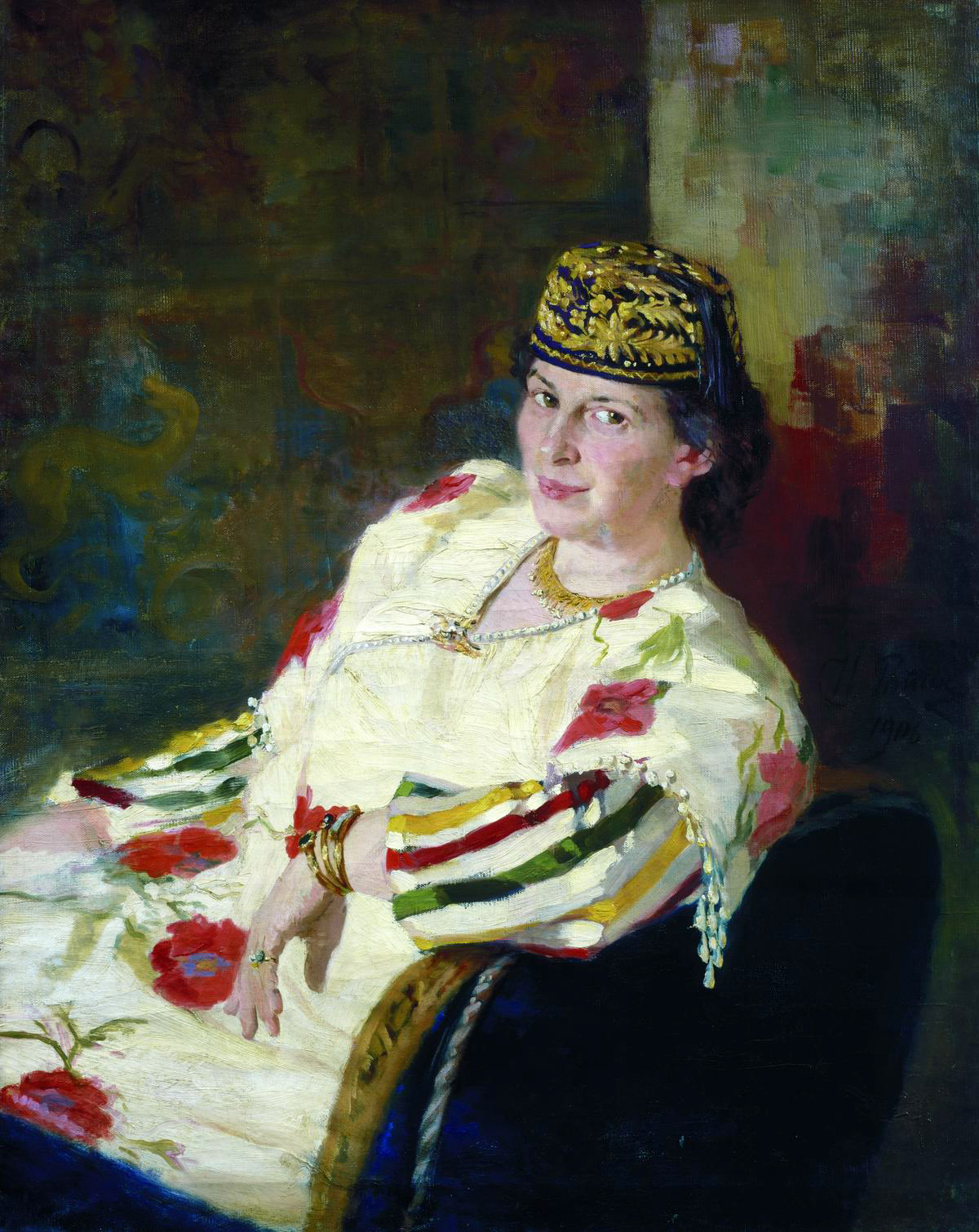
И. Е. Репин. «Портрет меценатки графини Мары Константиновны Олив» (1906)

Жена — Мара Константиновна Свербеева (в девичестве Олив; 1870—1963) — меценатка. Позировала для портретов ряду известных русских художников, таких как И. Е. Репин, В. А. Серов, Ф. А. Малявин. Была любовницей одного из основателей Добровольческой армии, белого генерала И. Г. Эрдели.
Сын — Николай Фёдорович Свербеев (1904/1905—1945) — врач, участник Великой Отечественной войны. Погиб в Берлине.